# 腭齒尖棘鯛
腭齒尖棘鯛（学名：Howella zina），又名黑大面側仔，为輻鰭魚綱鱸形目鱸亞目尖棘鯛科尖棘鯛屬下的一个种，分佈於西太平洋海域，深度322-400公尺，體長可達8公分，棲息在中層水域，生活習性不明 。

## 扩展阅读
- 維基物種上的相關：腭齒尖棘鯛